# 約隆博
約隆博是哥倫比亞的城鎮，位於該國北部，由安蒂奧基亞省負責管轄，距離首府麥德林94公里，始建於1560年，面積941平方公里，海拔高度1,450米，2002年人口16,157。
6°40′N 75°00′W / 6.667°N 75.000°W